# Humberto Salum
Humberto Elías Salum (n. Embarcación, Salta, 27 de febrero de 1934) es un político argentino, perteneciente a la Unión Cívica Radical (UCR), que fungió como Senador Nacional por la provincia de Jujuy entre 1995 y 2001. Previamente fue también presidente del Comité Provincial de la UCR Jujeña, y candidato a gobernador de Jujuy en las elecciones provinciales de 1991.

## Biografía
Nacido en Embarcación (Salta) en 1934 de padres de origen sirio-libanés, Salum cursó sus estudios primarios en la Escuela N°1 Gral. Manuel Belgrano, y sus estudios secundarios en el Colegio Belgrano de Salta. Estudió y se recibió de médico en la Universidad Nacional de Córdoba. Fue Jefe de Servicio de Radiología del Hospital de Niños "Héctor Quintana" entre 1964 y 1973; y entre 1969 y 1991 ejerció como Jefe de Servicio de Radiología y Radioterapia del Hospital "Pablo Soria". Fue también presidente del Colegio Médico de Jujuy desde 1978 hasta 1991.
Con respecto al ámbito político, tuvo una militancia destacada dentro del ámbito provincial jujeño de la Unión Cívica Radical (UCR), llegando a ser elegido presidente del Comité Provincial entre 1992 y 1994. En 1991, se presentó como único candidato del radicalismo para gobernador en las elecciones provinciales. A pesar de que en los comicios se emplearía el sistema de doble voto simultáneo o ley de lemas, Salum concurrió bajo una única boleta. Si bien fue la candidatura individual más votada con un 24.73% de las preferencias, la victoria la obtuvo la sumatoria de los sublemas del Partido Justicialista (PJ), que lograron el 47.75% todos juntos, resultando electo Roberto Domínguez. Entre 1985 y 1995, fue presidente de la Sociedad Sirio Libanesa de Jujuy.
Resultó elegido convencional constituyente por Jujuy durante la reforma constitucional argentina de 1994. La reforma incluía la creación de un tercer Senador por la minoría (hasta entonces eran dos senadores elegidos por la legislatura), cargo que correspondió a Salum a partir de 1995. Cumplió su mandato en diciembre de 2001 y fue reemplazado por el justicialista Guillermo Jenefes.